# 黄光旦
黄光旦，江西龙南人，是一名清朝政治人物。
黄光旦曾于1727年接替张荫圻任奉贤县知县一职，1728年由舒慕芬接任。